# Enaldinho
Enaldo Lopes de Oliveira Filho (Belo Horizonte, 26 de março de 1998), mais conhecido como Enaldinho, é um youtuber e influenciador digital brasileiro. É conhecido por produzir conteúdo para a plataforma de vídeos YouTube, tendo sido indicado o Melhor YouTuber da América Latina no Streamy Awards em 2019. Em 2018, foi listado pela Exame como um dos seis canais influentes para o público infantil.

## Biografia
Nascido em Belo Horizonte, Enaldinho é filho dos médicos Maria Luiza Cavalieri e Enaldo Lopes de Oliveira Sr., e irmão de Guilherme Cavalieri.

## Carreira

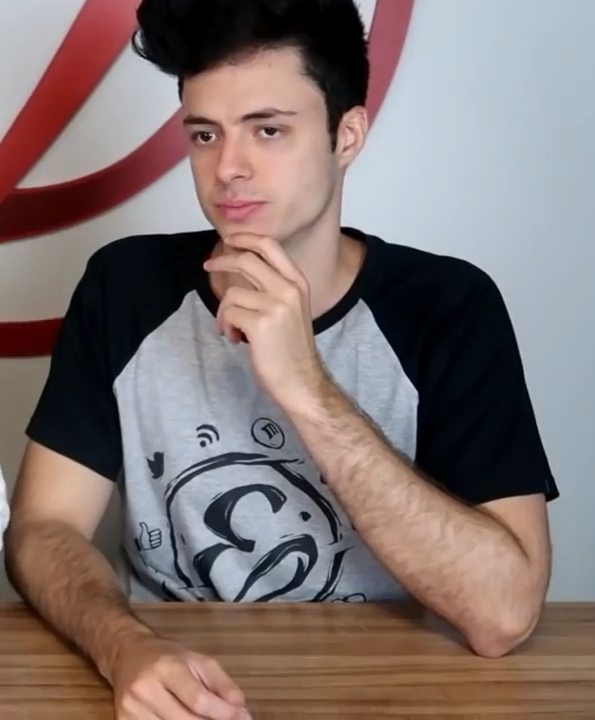
Enaldinho em 2020

Enaldinho criou seu canal no YouTube em 7 de novembro de 2012 e em outubro de 2020 atingiu a marca de mais de 3,2 bilhões de visualizações na plataforma. O primeiro vídeo de sucesso foi "100 Camadas de Oreo", falando curiosidades sobre as bolachas doces, quando atingiu a marca de 1 milhão de inscritos. 
O canal possui um conteúdo bastante variado, porém, ganhou destaque com vídeos para o público infantil. Em 2018, teve seu canal listado pela revista Exame como um dos seis canais brasileiros destinados ao público infantil mais influente do Brasil; na mesma lista apareceram nomes como Felipe Neto e AuthenticGames. Em 2019, Enaldinho entrou para a seleta lista de youtubers brasileiros a conquistar o Play de Diamante.
Em 12 de junho de 2018, Enaldinho lançou seu primeiro livro, chamado O Mundo Louco de Enaldinho, pela Editora Astral Cultural. Em 2019, lançou seu segundo livro, chamado A Lenda do Zap. Em 2022, lançou seu primeiro jogo, chamado Enaldinho no Mundo do Zap, pela desenvolvedora Santa Clara Design Studio. Em 2023, Enaldinho lançou seu primeiro filme, intitulado Enaldinho e o Mistério da Lagoa, dirigido por Fábio Brasil, com a participação de seus amigos Nina, Fefe, Nicolas, e Brener.
Em 2024, am ação comercial, lançou o produto "Cabeçudinhos do Enaldinho", em parceria com a rede Bob's de fast food. 

## Vida pessoal
Enaldo namorava Anna Clara Rios "Anninha" desde 2017 mas em Março de 2025 ambos através das redes sociais anunciaram o fim pacífico do relacionamento . 
Sua família tem uma casa em Nova Lima, Minas Gerais, já o Enaldinho tem uma cobertura em Belo Horizonte , uma casa em Orlando nos Estados Unidos  e uma casa onde ele grava seus vídeos . 

## Prêmios e indicações
Em 2017, o youtuber foi indicado aos Meus Prêmios Nick 2017 na categoria Revelação Digital, e em 2020, foi indicado na categoria Canal do YouTube da edição de 2020 do mesmo prêmio e venceu. Em 2019, Enaldo foi indicado à maior premiação da internet mundial, Streamy Awards, na categoria Melhor YouTuber da América Latina.
| Ano  | Prêmio                 | Categoria                         | Resultado | Ref.   |
| ---- | ---------------------- | --------------------------------- | --------- | ------ |
| 2017 | Meus Prêmios Nick      | Revelação Digital                 | Indicado  | [ 21 ] |
| 2019 | Streamy Awards 2019    | Melhor Youtuber da América Latina | Indicado  | [ 22 ] |
| 2020 | Meus Prêmios Nick 2020 | Canal de YouTube do Ano           | Venceu    | [ 23 ] |
| 2021 | Kids' Choice Awards    | Influenciador Brasileiro          | Venceu    | [ 24 ] |
| 2021 | Meus Prêmios Nick 2021 | Youtuber + Cool                   | Indicado  | [ 25 ] |
| 2022 | Kids' Choice Awards    | Influenciador Brasileiro          | Indicado  | [ 24 ] |

## Trabalhos

### Cinema
| Ano  | Título                          | Diretor      |
| ---- | ------------------------------- | ------------ |
| 2023 | Enaldinho e o Mistério da Lagoa | Fábio Brasil |

### Livros
| Ano  | Título                      | Editora         | ISBN            |
| ---- | --------------------------- | --------------- | --------------- |
| 2018 | O Mundo Louco de Enaldinho  | Astral Cultural | ISBN 8582467419 |
| 2019 | A Lenda do Zap              | Astral Cultural | ISBN 8582469896 |
| 2020 | Enaldinho - Mundo em Ruínas | Astral Cultural | ISBN 6555660678 |

### Jogos
| Ano  | Título                    | Desenvolvedora            |
| ---- | ------------------------- | ------------------------- |
| 2022 | Enaldinho no Mundo do Zap | Santa Clara Design Studio |